# Вернигора Єфрем Леонтійович
Єфрем Леонтійович Вернигора (нар. 7 червня 1884, Путивль — †?) — підполковник Армії УНР.

## Життєпис
Народився у місті Путивль, Курської губернії (нині Сумська область, Україна).
За інш.даними с. Верхня Сагарівка Буринського району Сумської області.
Брав участь у Першій світовій війні. Останнє звання у російській армії — штабс-капітан.
У жовтні 1918 року вступив до Путивльського полку, з яким відступив до м. Тирасполя.
На службі в Дієвій армії УНР з 1919 року. У 1920–1921 роках — помічник командира 49-го куреня 6-ї Січової дивізії Армії УНР.
Подальша доля невідома.